# Гетто в Плещеницах
Гетто в Пле́щеницах (июнь 1941 — 21 октября 1941) — еврейское гетто, место принудительного переселения евреев посёлка Плещеницы Логойского района Минской области и близлежащих населённых пунктов в процессе преследования и уничтожения евреев во время оккупации территории Белоруссии войсками нацистской Германии в период Второй мировой войны.

## Оккупация Плещениц и создание гетто
В 1939 году в посёлке Плещеницы проживали 827 евреев — 22,5 % жителей.
Плещеницы были захвачены немецкими войсками 28 (27) июня 1941 года, и оккупация продлилась 3 года — до 30 июня (начала июля) 1944 года.
И уже в июне (сентябре) 1941 года, сразу же после оккупации, немцы, реализуя нацистскую программу уничтожения евреев, организовали в местечке гетто.

## Условия в гетто
В приказе временного немецкого коменданта Плещениц, опубликованного сразу после оккупации, говорилось, что евреи, в том числе и дети, должны жить обособленно в гетто, носить на груди и на спине желтые опознавательные знаки. Ходить по тротуару евреям запрещалось. Местные неевреи не только не имели права торговать с евреями, но им запрещалось даже разговаривать с евреями, здороваться с ними или отвечать на их приветствия. Все тяжелые работы евреи должны были выполнять без оплаты.
Под гетто немцы отвели пятьдесят домов и загнали в них около 1000 человек.

## Уничтожение гетто
28 сентября 1941 года в Плещеницах были расстреляны около 500 евреев.
15 октября 1941 года, после праздника Суккот, десятки полицейских пригнали из деревень много порожних телег. Нескольким еврейским семьям удалось убежать, но к вечеру гетто уже полностью оцепили. На другой день с утра «бобики» (так в народе презрительно называли полицаев) обошли все дома в гетто и выгнали всех в поле, хлестая отстающих нагайкой. В поле несколько ремесленников и стариков отобрали и вернули обратно в местечко. Оставшихся обреченных людей завезли в лес под Борисовом, километрах в пятидесяти, и расстреляли.
21 октября (в ноябре) 1941 года оставшихся 75 (100, исключая квалифицированных рабочих) евреев были вывезены на хутор в районе озера Палик и сожжены в сарае.
Последняя «акция» (таким эвфемизмом нацисты называли организованные ими массовые убийства) прошла в ноябре 1941 года, когда всех ещё оставшихся в живых ремесленников убили около местного пожарного депо.

## Память
Сразу после войны, в 1946 −1947 годах, в Западном переулке на месте расстрела возле пожарной части был установлен памятник из оштукатуренного кирпича. Надпись сделана вручную. Кирпичная ограда сплошная и достаточно высокая — памятник виден не полностью, и чтобы попасть внутрь к памятнику, нужно перелезть через неё.
Символический памятник жертвам геноцида евреев в Плещеницах установлен на мемориальном кладбище в Холоне.
Опубликованы неполные списки убитых в Плещеницах евреев.